# 코스트로마주

코스트로마주의 소형 국장

코스트로마주(러시아어: Костромска́я о́бласть 코스트롬스카야 오블라스티[*])는 러시아의 연방주체 (주)이다. 그것의 행정중심은 코스트로마의 도시고 2021년 인구 조사 기준 인구는 580,976명이다. 1944년 이웃 야로슬라블주에서 분리된 영토에 형성되었다.
섬유 산업은 18세기 초부터 이곳에서 개발되었다. 주요 역사적 도시로는 코스트로마, 샤리아, 네레흐타, 갈리치, 솔리갈리치, 마카리예프가 있다.

## 지리
볼로그다주(N), 키로프주(E), 니즈니노브고로드주(S), 이바노보주(W), 야로슬라블주(NW)에 접해 있다. 코스트로마강이 흐르고 있다.

### 시간대
모스크바 시간 (MSK/MSD)에 놓여 있다. UTC와의 시차는 +0300 (MSK)/+0400 (MSD)이다.

## 행정 구역

### 군
- 안트로폽스키군(Антроповский)
- 부이스키군(Буйский)
- 추흘롬스코이군(Чухломской)
- 갈리치스키군(Галичский)
- 카디스키군(Кадыйский)
- 콜로그립스키군(Кологривский)
- 코스트롬스코이군(Костромской)
- 크라스노셀스키군(Красносельский)
- 마카리옙스키군(Макарьевский)
- 만투롭스키군(Мантуровский)
- 메젭스키군(Межевский)
- 네레흐츠키군(Нерехтский)
- 네이스키군(Нейский)
- 옥탸브리스키군(Октябрьский)
- 오스트롭스키군(Островский)
- 파르펜옙스키군(Парфеньевский)
- 파빈스키군(Павинский)
- 포나지렙스키군(Поназыревский)
- 피슉스키군(Пыщугский)
- 샤린스키군(Шарьинский)
- 솔리갈리치스키군(Солигаличский)
- 수디슬랍스키군(Судиславский)
- 수사닌스키군(Сусанинский)
- 보홈스키군(Вохомский)

## 주민
대부분의 주민이 러시아인이다.
| 민족           | 2002년도의 인구 수(*보관됨 2012-01-26 - 웨이백 머신) |
| -------------- | ---------------------------------------------------- |
| 러시아인       | 704,0                                                |
| 우크라이나인   | 8,0                                                  |
| 타타르인       | 2,7                                                  |
| 벨라루스인     | 2,4                                                  |
| 집시           | 1,5                                                  |
| 아르메니아인   | 1,5                                                  |
| 아제르바이잔인 | 1,4                                                  |
| 몰도바인       | 1,0                                                  |

| 연도                | 인구      | ±%     |
| ------------------- | --------- | ------ |
| 1897                | 1,387,015 | —      |
| 1926                | 811,619   | −41.5% |
| 1959                | 921,945   | +13.6% |
| 1970                | 870,575   | −5.6%  |
| 1979                | 803,870   | −7.7%  |
| 1989                | 809,882   | +0.7%  |
| 2002                | 736,641   | −9.0%  |
| 2010                | 667,562   | −9.4%  |
| 2021                | 580,976   | −13.0% |
| Source: Census data |           |        |